# Safranbolu
Safranbolu Törökország Karabük tartományában található város, Safranbolu körzet központja. Nevének eredete a sáfrány és a görög polisz 'város' szóra vezethető vissza; mivel sokáig sáfránytermelő vidék és kereskedelmi központ volt. Körülbelül 9 km-re északra fekszik a tartományi székhelytől, Karabüktől. 2008-ban a város lakóinak száma 37 092 fő volt, a körzetben pedig 48 814-en éltek.
A város oszmán kori építészeti remekműveit 1994-ben az UNESCO a világörökség részének nyilvánította. A régi városban található többek között egy múzeum, 25 mecset, 5 oszmán sír, 8 szökőkút, 5 törökfürdő, 3 karavánszeráj, 1 óratorony, 1 napóra valamint több száz , jó állapotú oszmán kori ház és kúria. Az új város körülbelül két kilométerre nyugatra fekszik az Óvárostól.